# 大境门
40°50′40″N 114°53′10″E / 40.844431°N 114.886008°E

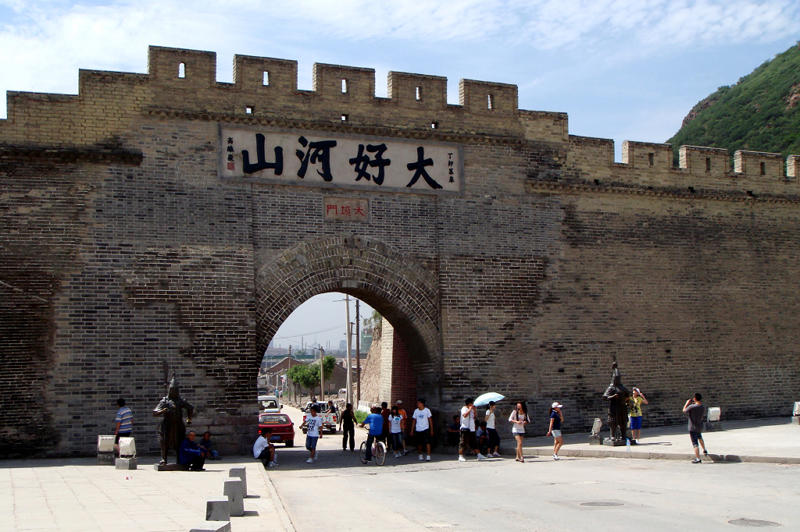
大境门门楣处高维岳手书的“大好河山”四个大字

大境门位于中国河北省张家口市桥西区（主城区北部），是明长城的一个重要关口。大境门与山海关、嘉峪关、居庸关并称为长城四大关口，并是四大关口中唯一以“门”命名的关口。

## 环境

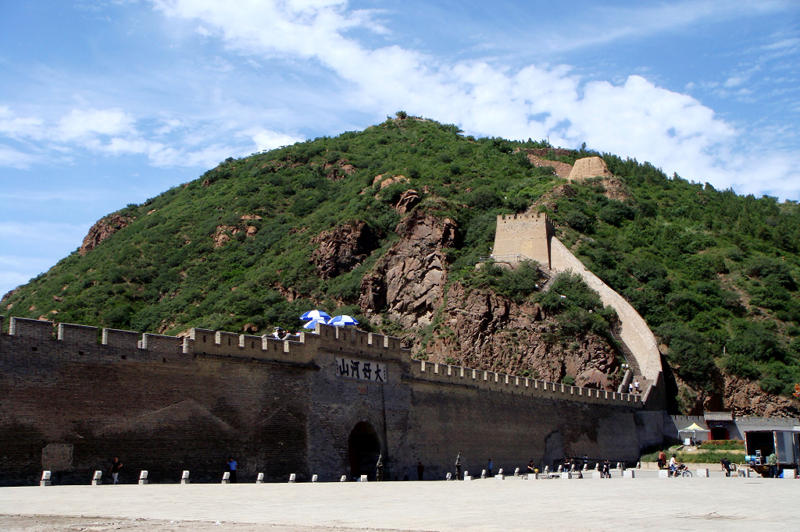
大境门、长城与西太平山

大境门位于张家口市城区北部，西侧为西太平山，东侧隔清水河与东太平山相望。

## 历史
从明隆庆五年（1571年）起，张家口大境门外元宝山一带，逐渐形成了在历史上被称为“贡市”的边贸市场。来自蒙古草原和欧洲腹地的牲畜、皮毛、药材、毛织品、银器等在这里换成了丝绸、茶叶、瓷器和白糖，张家口因此成为了中国北方国际易货贸易的内陆口岸。明代沿长城和蒙古为界，到了清代这里成为旅蒙商贸易的中转站。“境门”意思是指边境之门。大境门始建于清顺治元年（1644年）。门墙高度为12米，底边长13米，宽9米。顶部平台长12米，宽7.5米。外侧有1.7米高的垛口，内侧有0.8米高的女儿墙。门楣处有察哈尔都统高维岳在1927年手书的“大好河山”四个颜体大字。